# Alberto Marcheselli
Alberto Marcheselli (Genova, 16 febbraio 1965) è un giurista italiano.

## Biografia
Allievo di Giovanni Marongiu, lavorò negli anni '90 nello studio tributario internazionale di Victor Uckmar a Milano, dove seguì la fondazione del quotidiano La Voce, diretto da Indro Montanelli.
Magistrato fino al 2008, è stato tra gli ispiratori del Coordinamento nazionale dei magistrati di sorveglianza italiani. Si è occupato di tutela dei diritti umani in carcere e di stranieri e criminalità, partecipando al dibattito, in collaborazione con il Ministero della giustizia, che ha portato nel dicembre 2013 alla riforma dell'ordinamento penitenziario. 
Lasciato l'ordinamento giudiziario, si è dedicato alla attività didattica e di ricerca in materia di diritto tributario, e alla attività forense, divulgativa e letteraria. 
Autore di testi giuridici e di narrativa e saggistica.
Nel 2009 ha pubblicato il romanzo Magistrati dietro le sbarre, ambientato nella giustizia penale italiana, premiato dal pubblico come Libro dell'anno de Il Sole 24 ORE.
Nel 2013 ha pubblicato Fisco inferno, dieci motivi per (non) pagare le tasse, pamphlet semiserio sugli italiani e le tasse.
Fondatore nel 2017 della virtual band "The Fulcanelli Dull Jazz Quartet", attiva nel Virtualfunk e nel Dull Jazz, è citato in testi di riferimento per la storia della musica dance italiana.

## Opere principali
- Magistrati dietro le sbarre, Melampo, Milano, 2009
- Accertamenti tributari, poteri del Fisco e strategie del difensore, Giuffrè, Milano, 2022
- Manuale di Diritto tributario. Parte generale, Giuffrè, Milano, 2024
- La prova nel nuovo processo tributario, Giuffrè, Milano, 2024
- Commentario del processo tributario, Wolters Kluwer, 2024
- Air sculptures. Vol. 1. 2019
- Eyawtkaj Bwdke [Everything You Always Wanted To Know About Jazz - But We Don't Know Either] (Air Sculptures, Vol. 2.) . 2019
- David Foster Wallace. Novembre 2020
- Kind of Dull. Marzo 2022